# Eizo Juguči
Eizo Juguči (japonsko 湯口 栄蔵), japonski nogometaš, 4. julij 1945, Osaka, Japonska, † 2. februar 2003.
Za japonsko reprezentanco je odigral 5 uradnih tekem.